# Могутов, Григорий Александрович
Григорий Александрович Могутов — советский рыболов, старший мастер по добыче рыбы рыболовного траулера «Беломорск» Управления тралового флота. Лейтенант флота рыбной промышленности СССР 2-го ранга (1949). Герой Социалистического Труда (1963). Участник Великой Отечественной войны.
Имя Григория Александровича в 1991—2004 годах носил большой автономный морозильный траулер «Тралмейстер Могутов» Архангельской базы тралового флота (ныне — «Николай Кудрявцев» рыбопромысловой фирмы «Поронай» из Южно-Сахалинска).

## Биография
Григорий Александрович Могутов родился 18 января 1913 года в крестьянской семье деревни Александровская 3-я Холмогорского уезда Архангельской губернии (ныне — Холмогорского района Архангельской области) и был старшим из пятерых детей. Окончив 4 класса сельской школы, из-за тяжёлого материального положения был вынужден оставить учёбу и с 13 лет работал сапожником, позднее — несколько месяцев грузчиком-подкатчиком на лесозаводе имени В. М. Молотова.
В конце 1931 года пришёл в Мурманский траловый флот, где несколько месяцев поработал юнгой, а затем матросом и помощником тралмейстера промыслового траулера. Позднее был повышен до мастера и старшего мастера добычи тралфлота «Мурманрыба».
В 1939 году возглавил службу добычи рыболовного траулера «Максим Горький». Судно стало инициатором стахановского движения, а сам Могутов — первоклассным специалистом, организатором и руководителем службы добычи судна. Вскоре после начала Великой Отечественной войны траулер был переоборудован в военный корабль и вошёл в боевой состав Северного флота ВМФ. Григорий Александрович стал минёром и возглавил минную группу тральщика, очищая воды Баренцева и Белого моря от мин. За проявленные в годы войны доблесть и мужество в 1945 году был награждён орденом Красной Звезды. По окончании войны вместе с семьёй остался в Архангельске, где корабль стоял на малом рейде порта, и после расформирования военизированного тралфлота в марте 1948 года вернулся в рыбную отрасль, придя работать в Архангельский траловый флот.
В 1952 году окончил курсы тралмейстеров при учебно-курсовом комбинате треста «Севрыба» и получил звание мастера добычи 1-го класса. Его, как самого опытного тралмейстера, выдвинули на должность инструктора-наставника по добыче рыбы Управления тралового флота в Архангельске. В 1953 году за доблестный труд на судах старший мастер добычи «Курс» Григорий Александрович был награждён орденом Трудового Красного Знамени.
В 1959 году перешёл на отстающий траулер, который вышел по вылову рыбы в число лидеров флота. Ему одному из первых на флоте было присвоено звание «Ударник коммунистического труда». В 1962 году награждён медалью «За трудовое отличие». Позднее работал мастером по добыче рыбы рыболовных траулеров «Курс», «Холмогорск», старшим мастером по добыче рыбы рыболовного траулера «Беломорск».
Указом Президиума Верховного Совета СССР от 13 апреля 1963 года за выдающиеся успехи в достижении высоких показателей добычи рыбы и производства рыбной продукции Могутову Григорию Александровичу присуждено звание Героя Социалистического Труда с вручением ордена Ленина и золотой медали «Серп и Молот».
Избирался делегатом XXIII съезда КПСС (1966) и делегатом съезда ЦК профсоюзов пищевой промышленности (1967).
В феврале 1968 года вышел на заслуженный отдых, проживал в Архангельске. Умер 17 июня 1986 года, похоронен на Жаровихинском кладбище.